# Glassboro (New Jersey)
Glassboro ist ein Borough innerhalb des Gloucester County im Bundesstaat New Jersey in den Vereinigten Staaten. Das U.S. Census Bureau ermittelte bei der Volkszählung 2020 eine Einwohnerzahl von 23.149.
Glassboro ist die Heimat der 1923 gegründeten Rowan University, die früher als Glassboro State College bekannt war und 1967 Schauplatz der Konferenz von Glassboro zwischen US-Präsident Lyndon B. Johnson und dem sowjetischen Premier Alexei Kossygin war.

## Geschichte
Die frühe Geschichte von Glassboro beruht auf der Herstellung von Glas. Die Siedlung wurde 1779 von Solomon Stanger als "Glass Works in the Woods" gegründet. Viele bedeutende Glashersteller hatten hier ihre Produktionsstätten.
Das heutige Glassboro wurde ursprünglich als Township durch ein Gesetz der Legislative von New Jersey am 11. März 1878 aus Teilen von Clayton Township gebildet. Teile des Townships wurden zur Bildung von Elk Township (17. April 1891) und Pitman (24. Mai 1905) verwendet. Glassboro wurde am 18. März 1920 als Borough gegründet und ersetzte Glassboro Township. Es wurde nach seiner Glasindustrie benannt.
1958 brach in den überwiegend afroamerikanischen Stadtteilen Elsmere und Lawns eine Typhusepidemie aus, die auf eine 20-jährige kommunale Vernachlässigung der sanitären Infrastruktur zurückgeführt wurde.
In Glassboro fand die Konferenz von Glassboro zwischen dem US-Präsidenten Lyndon B. Johnson und dem sowjetischen Premier Alexej Kossygin statt. Johnson und Kossygin trafen sich drei Tage lang, vom 23. bis 25. Juni 1967, am Glassboro State College (später in Rowan University umbenannt). Der Ort wurde als Kompromiss gewählt. Kossygin, der zugestimmt hatte, vor den Vereinten Nationen in New York City zu sprechen, wollte sich in New York treffen. Johnson, der Proteste gegen den Vietnamkrieg befürchtete, wollte sich lieber in Washington, D.C. treffen. Sie einigten sich auf Glassboro, weil es gleich weit von den beiden Städten entfernt war. Die allgemein freundschaftliche Atmosphäre des Gipfels wurde als „Geist von Glassboro“ bezeichnet, obwohl die Staats- und Regierungschefs keine Einigung über die Begrenzung der antiballistischen Raketensysteme erzielen konnten.

## Demografie
Nach der Schätzung von 2019 leben in Glassboro 20.288 Menschen. Die Bevölkerung teilte sich im selben Jahr auf in 66,6 % Weiße, 17,4 % Afroamerikaner, 4,0 % Asiaten und 5,2 % mit zwei oder mehr Ethnizitäten. Hispanics oder Latinos aller Ethnien machten 11,3 % der Bevölkerung aus. Das mittlere Haushaltseinkommen lag bei 74.222 US-Dollar und die Armutsquote bei 24,4 %.

## Persönlichkeiten
- Thomas M. Ferrell (1844–1916), Politiker
- Corey Clement (* 1994), American-Football-Spieler
- Gigi Gustin (* 1996), Model und Schauspielerin